# Oleg de Nóvgorod
Oleg de Nóvgorod o de Kiev, también llamado Oleh (antiguo eslavo oriental: Ольгъ; nórdico antiguo: Helgi; jázaro: posiblemente, Helgu; véase jázaros), fue un príncipe varego que trasladó la capital del Principado de Nóvgorod de Nóvgorod la Grande a Kiev, fundando el poderoso estado del Rus de Kiev. Según las crónicas eslavas orientales, tuvo dominio absoluto de la región entre 882 y 912, fechas que no concuerdan con la Carta de Schechter, en la que se mencionan las actividades de cierto Gran Kan HLGW de los rus en los años 940.

## Oleg en las crónicas eslavas

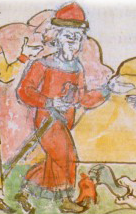
Oleg de Nóvgorod-Kiev

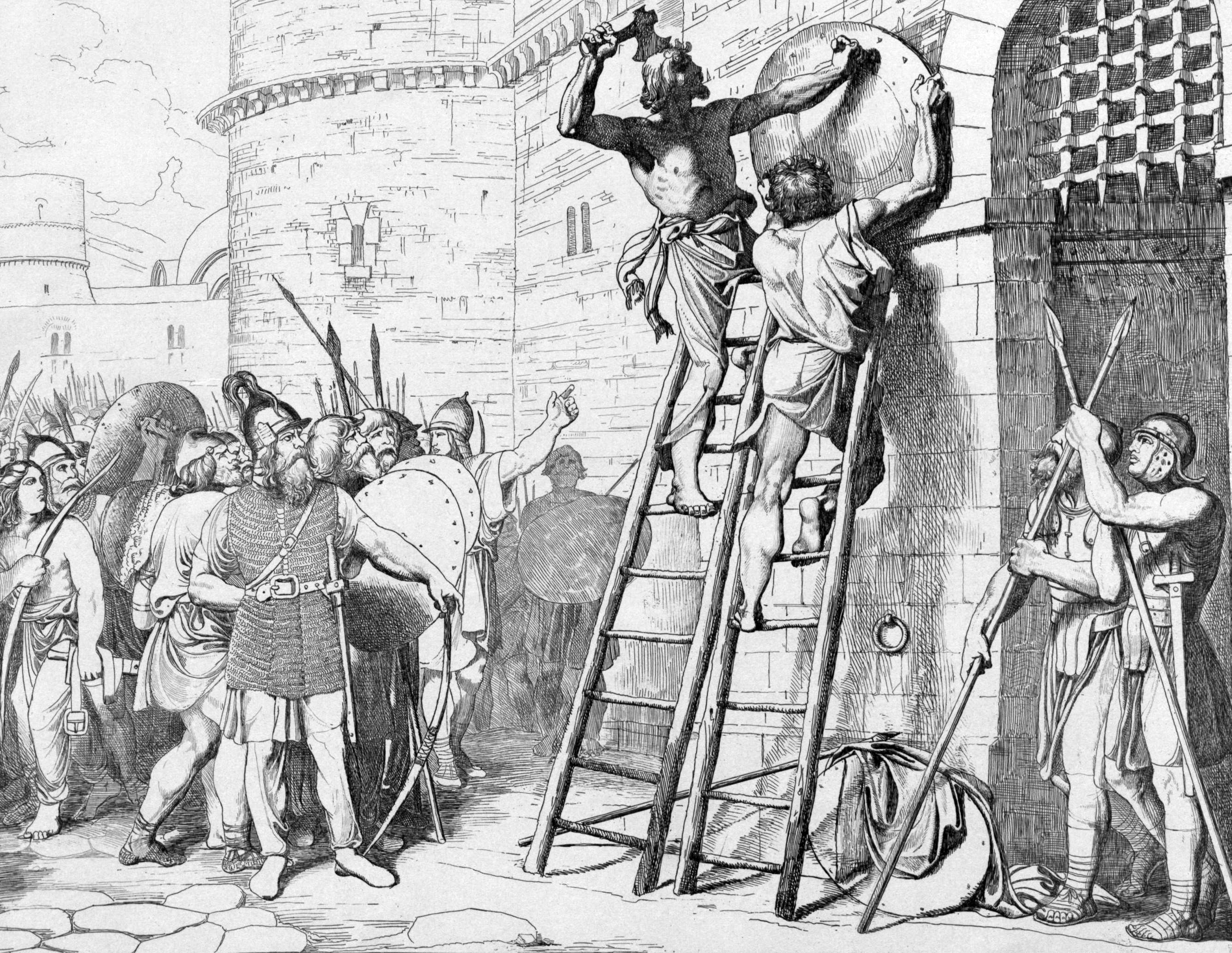
Oleg manda clavar su escudo en la puerta de Constantinopla.

Siendo pariente (posiblemente cuñado) del primer gobernante rurikida, Riúrik, al varego Oleg le fue confiado por parte de éste el cuidado de su reino y su hijo menor, Ingvar o Ígor. Gradualmente, Oleg fue tomando el control de las ciudades del Dniéper y capturó Kiev, controlada anteriormente por los varegos Askold y Dir, a donde finalmente trasladó su capital desde Nóvgorod. La nueva capital era un lugar idóneo para la guerra ruso-bizantina (907) contra Tsargrad (Constantinopla) en 911. Según la Crónica de Néstor o Primera Crónica Rusa, los bizantinos intentaron envenenar a Oleg, pero el líder varego demostró sus poderes proféticos rechazando beber de la copa con vino envenenado. Tras haber clavado su escudo en la puerta de la capital imperial, Oleg ganó un tratado comercial favorable, que finalmente fue muy beneficioso para ambas naciones. Aunque las fuentes bizantinas no registraron estas hostilidades, el texto del tratado ha sobrevivido en la Crónica de Néstor.

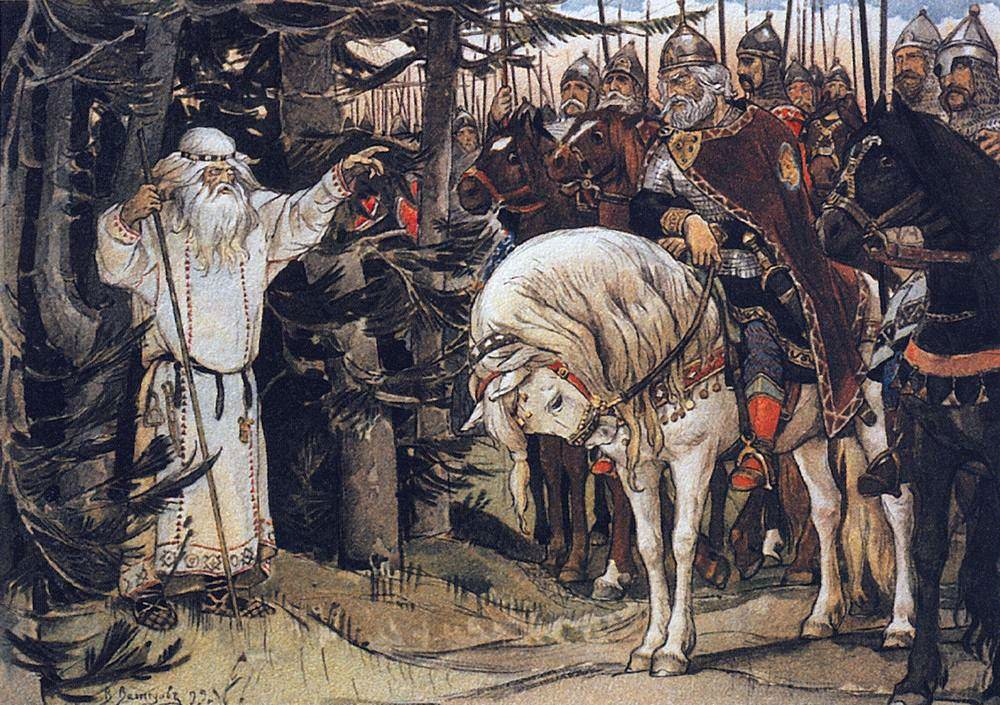
Un sacerdote pagano profetiza la muerte de Oleg.

El breve relato que cuenta sobre Oleg la Crónica de Néstor contrasta con otras fuentes antiguas, específicamente la Primera Crónica de Nóvgorod, que expone que Oleg no estaba emparentado con Rúrik, y no era más que un príncipe vasallo que servía como comandante en el ejército de Ígor. La Primera Crónica de Nóvgorod no da la fecha del comienzo del reinado de Oleg, pero fecha su muerte en el año 922 en lugar de 912. Los expertos han contrastado estas fechas con los reinados "épicos" de aproximadamente treinta y tres años tanto para Oleg como para Ígor en la Crónica de Néstor. Además, la Crónica de Néstor y otras fuentes de Kiev sitúan el lugar de entierro de Oleg en Kiev, mientras que las fuentes de Nóvgorod identifican un túmulo funerario en Ládoga como el lugar de descanso final de Oleg.

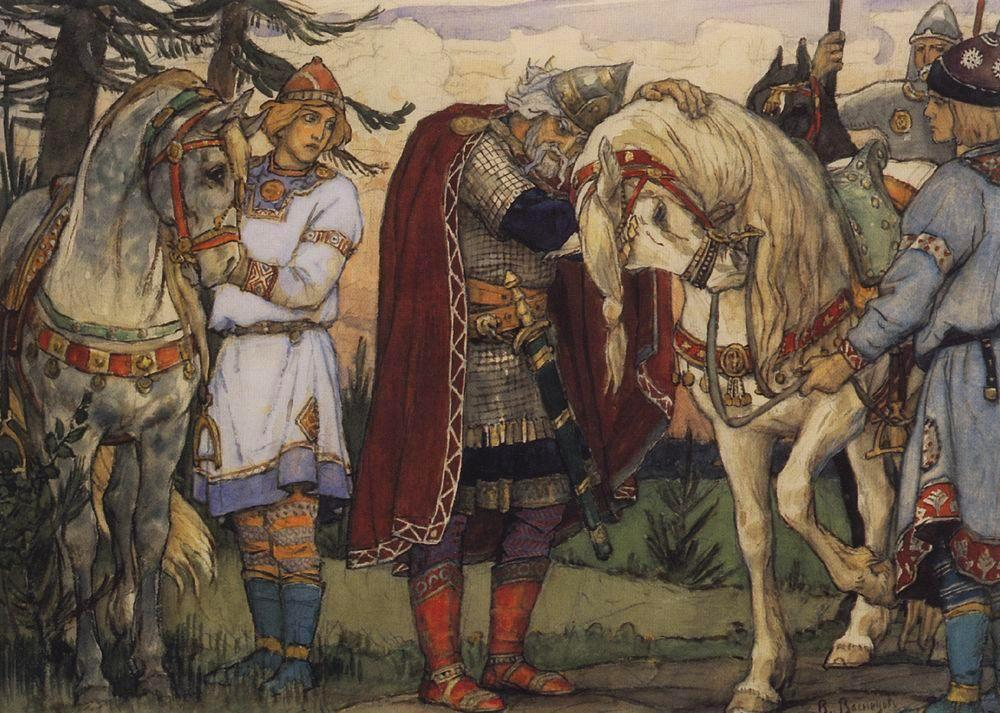
Representación de 1899 que muestra cuando Oleg despacha a su caballo.

En la Crónica de Néstor, a Oleg se lo conoce como el Profeta (вещий), un epíteto que señala el significado sagrado de su nombre noruego ("sacerdote"), pero también refiriéndose irónicamente a las circunstancias de su muerte. Según esta leyenda, fantaseada por Pushkin en su célebre balada Cantar del profético Oleg («Песнь о вещем Олеге»), los sacerdotes paganos profetizaron que Oleg sería muerto por su semental. Orgulloso de sus habilidades proféticas, Oleg despachó a su caballo. Muchos años después preguntó dónde estaba su caballo y le dijeron que había muerto, tras lo que pidió ver los restos del animal y fue llevado al lugar donde se encontraban sus huesos. Cuando tocó la calavera del caballo con su bota, salió una serpiente de la calavera y lo mordió. Oleg murió tal y como había vaticinado la profecía. En las tradiciones escandinavas, esta leyenda formaba parte de la saga de Örvar-Oddr.

## Helgu de la Carta de Schechter

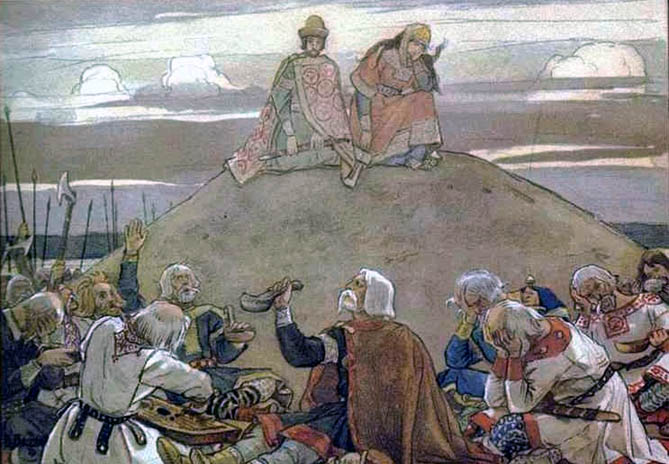
Representación de 1899 que muestra el luto tras la muerte de Oleg.

Según la Crónica de Néstor, Oleg murió en 913 y su sucesor, Ígor de Kiev, gobernó desde entonces hasta su asesinato en 944. La Carta de Schechter, un documento escrito por un jázaro judío contemporáneo de Romano I, en el que se describen las actividades de un señor de la guerra rus llamado HLGW (Hebreo: הלגו), normalmente transcrito como "Helgu". Durante años, muchos expertos descartaron o hicieron caso omiso de la Carta de Schechter, que mencionaba a Helgu (a menudo interpretado como Oleg) a finales de los años 940.
Sin embargo, recientemente, expertos como David Christian y Constantine Zuckerman han sugerido que el relato de la Carta de Schechter está en sintonía con otras crónicas rusas y sugiere una lucha política en la Rus de Kiev, entre facciones leales a Oleg y al ruríkida Ígor, lucha que Oleg perdió finalmente. Zuckerman propuso que la cronología antigua de la Rus de Kiev debía ser redeterminada a la vista de estas fuentes. Entre las creencias de Zuckerman y de otros que han analizado estas fuentes se encuentra la idea de que los jázaros no perdieron Kiev hasta principios de los años 900, en lugar del año 882, la fecha tradicional para este hecho, que Ígor no era hijo de Rúrik, sino un descendiente más distante y que Oleg no siguió inmediatamente a Rúrik, sino que existe una generación de la que no se tienen datos entre el legendario jefe varego y sus sucesores documentados.
Es de especial interés el hecho de que la Carta de Schechter relata la muerte de Oleg (a saber, Oleg se refugió y atacó FRS, identificada con dudas con Persia, donde fue asesinado) que es extraordinariamente análoga a la narración de historiadores árabes como Miskawayh, quien describió un ataque similar de los rus al estado musulmán de Aghbania en el año 944-945.

## Intentos de conciliar los relatos

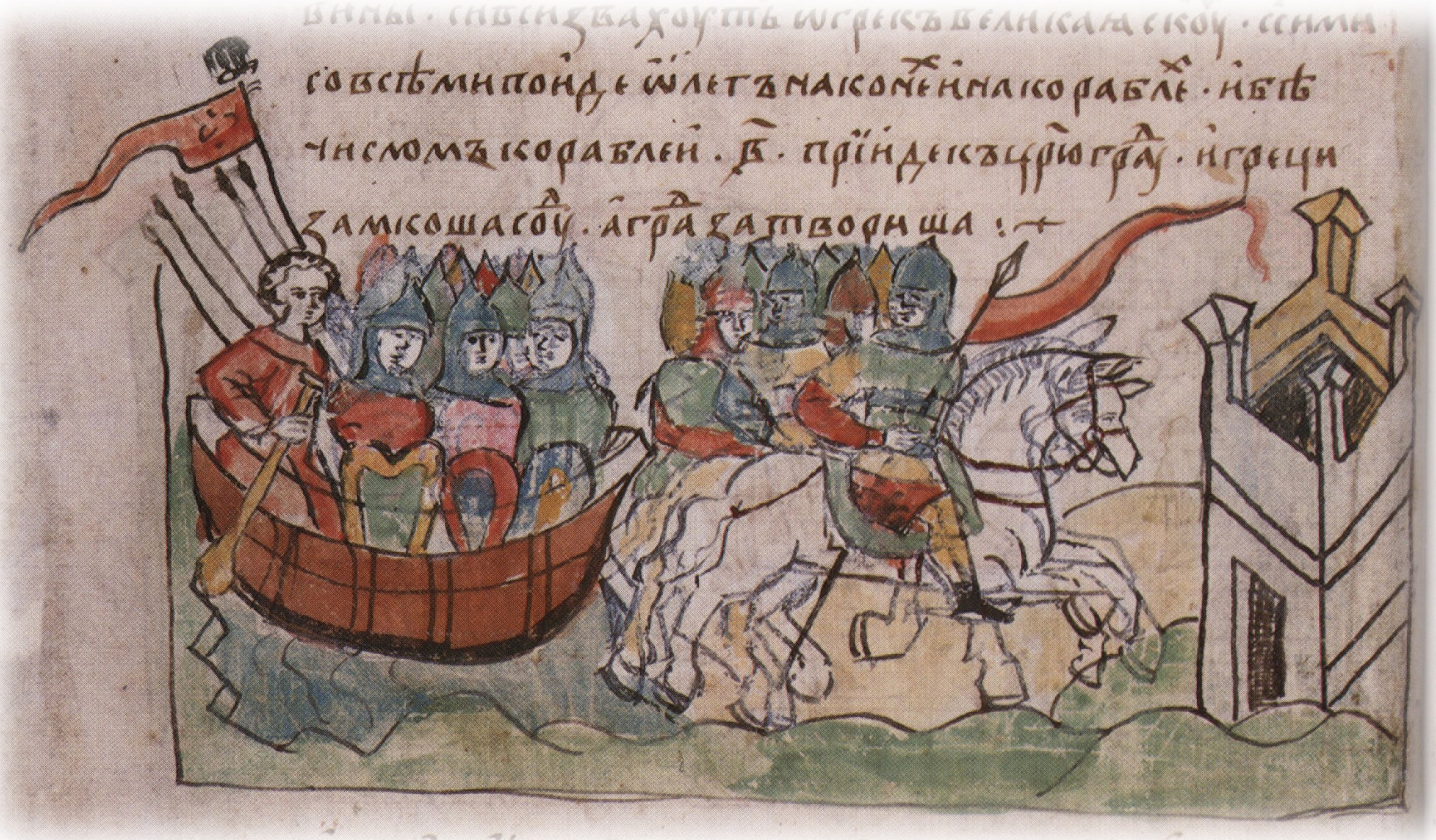
Miniatura medieval rusa que muestra el ataque de Oleg a Tsargrad (Constantinopla).

En contraste con la versión de Zuckerman, la Crónica de Néstor y la posterior Crónica de Kiev sitúan la tumba de Oleg en Kiev, donde podía ser vista en los tiempos en que fueron compilados estos documentos. Además, los expertos indicaron que si Oleg sucedió a Rúrik en 879, tal y como afirman las crónicas eslavas, difícilmente podría haber vivido unos 70 años más, ya que los anales medievales no lo muestran como un caso excepcional de longevidad. Para solucionar estas dificultades, se ha propuesto que "helgu", entendido como "sagrado" en noruego, era un título hereditario de los reyes-sacerdotes de los rus y que este título también fue dado a Ígor entre otros.
También se ha sugerido que el Helgu-Oleg que combatió en los años 940, era un personaje diferente, tanto de Oleg como de los sucesores de Rúrik. Podría haber sido uno de los "buenos y grandes príncipes" registrados en los tratados ruso-bizantinos de 911 y 944 o uno de los "arcontes de los rus" mencionados en De administrando imperio. Lamentablemente, la Crónica de Néstor no especifica las relaciones de parentesco entre los príncipes menores ruríkidas activos durante este periodo, aunque los nombres de Rúrik, Oleg e Ígor fueron registrados entre los ruríkidas de finales del siglo X y el siglo XI.
George Vernadsky, incluso identificó al Oleg de la Carta de Schechter con el hijo mayor de Ígor, de nombre desconocido, cuya viuda Predslava es mencionada en el tratado ruso-bizantino de 944. Alternativamente, Vladimir Petrukhin especuló que el Helgu-Oleg de los años 940 era uno de los príncipes vernáculos de Cherníhiv, cuya dinastía gobernante mantuvo contactos especialmente estrechos con Jazaria, como atestiguan los hallazgos encontrados en la Tumba Negra, un gran kurgán real excavado cerca de Cherníhiv. Sin embargo, ninguna de estas teorías ha sido respaldada en las corrientes académicas dominantes.